# Kuppis hälsobrunn

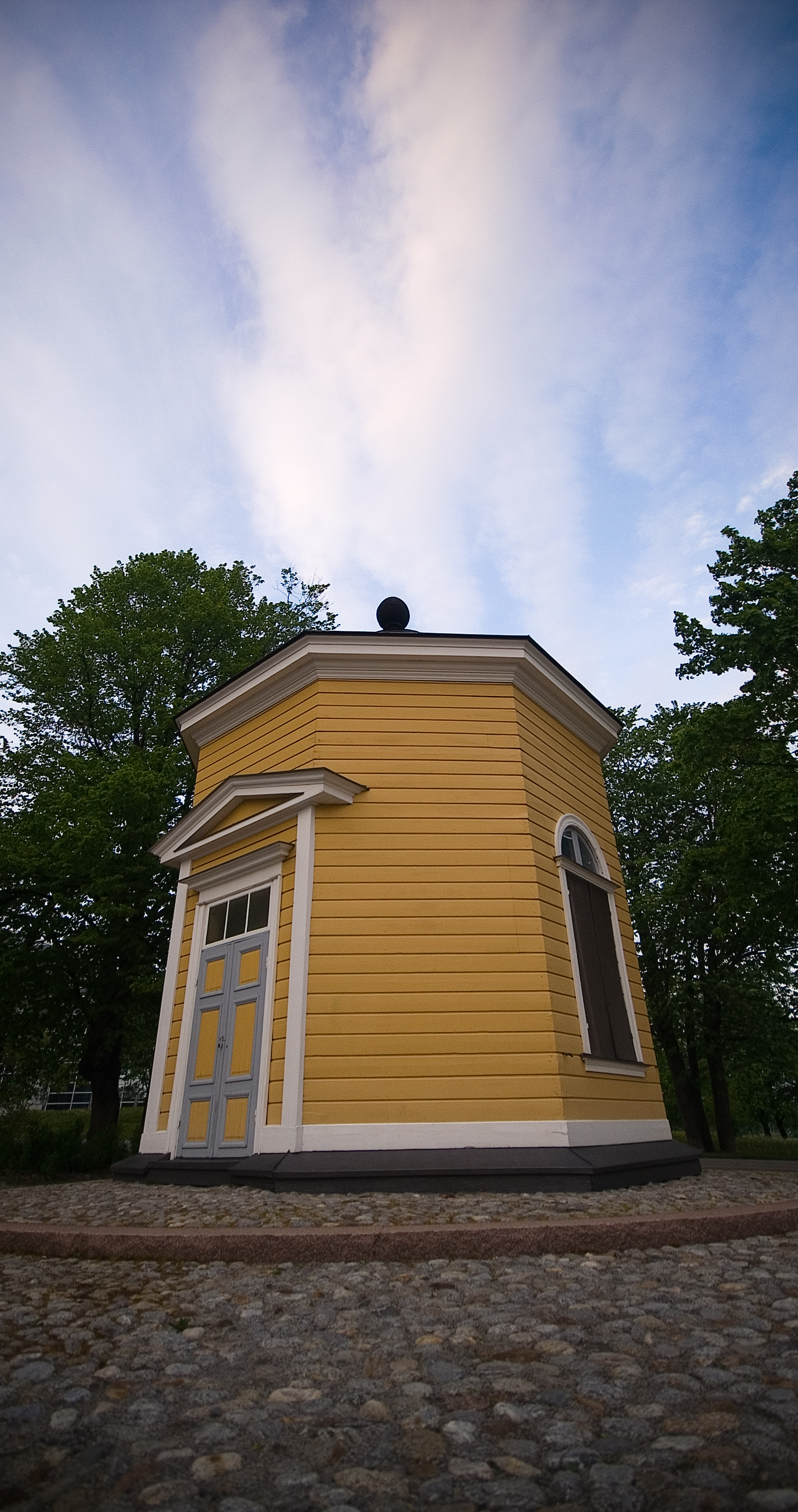
Källhuset

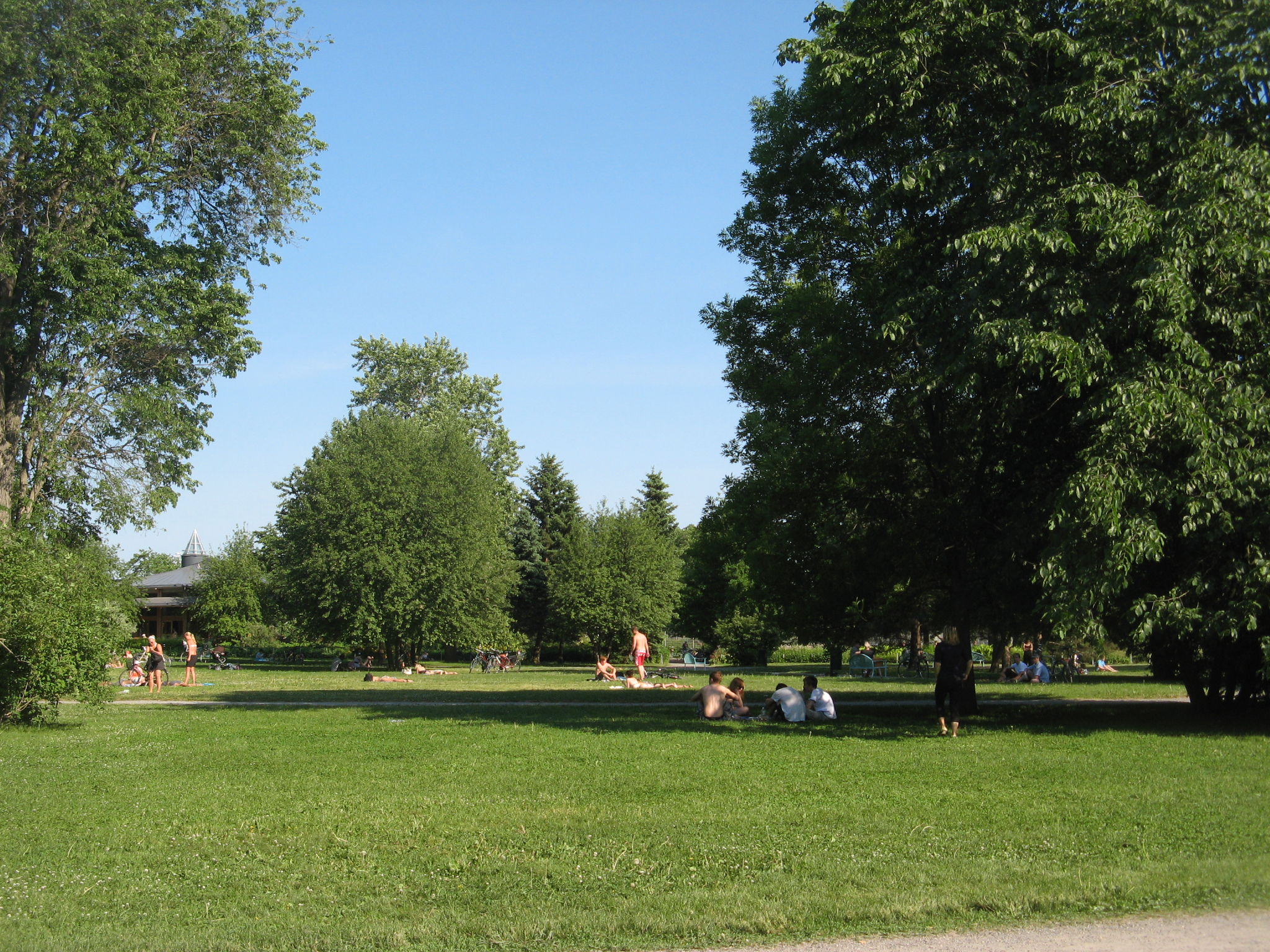
Kuppisparken

Kuppis hälsobrunn (finska: Kupittaan kylpylä) var en hälsokälla och ett kurbad i Åbo. Den låg i nuvarande Kuppisparken i stadsdelen  Kuppis, sydost om den centrala rutstaden i Åbo. 
Platsen sades enligt en gammal tradition vara den plats där biskop Henrik under det första korståget 1155 döpte de hedniska finnarna men vid den tidpunkten var enligt senare tiders uppfattning finnarna redan kristna. Petrus Magni Gyllenius berättar i sin dagbok att han på midsommaraftonen 1649 besökte Sankt Johannes källa i Kuppis där en stor mängd av stadens ungdom hade samlats för att bränna midsommarbål och roa sig. Någon tid före hans besök ska stadens befolkning ha samlats vid källan, bränt eldar och offrat i källan. Magistraten ska därefter strängt ha förbjudit den hedniska offerseden. 
Vattnets hälsobringande egenskaper upptäcktes under 1600-talet av  Elias Tillandz, som var medicine professor vid Kungliga Akademien i Åbo. Han lät bygga ett litet brunnshus och en sjukstuga med kar för bad av spetälska vid källan. År 1708 beslöt Åbo stad att inhysa stadens fattiga i spetälskehuset. Två år senare spred sig pesten i staden och fattighuset blev därtill ett sjukhus för pestdrabbade. Då pesten hade dragit bort fick byggnaderna förfalla.
På initiativ av professor Herman Spöring sattes i början av 1730-talet brunnsanläggningen i skick på nytt. På 1780-talet torkade källan ut men man hittade ett annat källflöde nära intill så verksamheten kunde fortsätta. Anläggningen bestod av en stor brunnssal, en skyddad brunnsgård och från 1784 även en badhusinrättning. 
Från 1820 anlades Kuppisparken för hälsobrunnens gäster som Åbos första park på 1,5 hektar. Finlands trädgårdssällskap, som grundades 1837, fick mark av kommunen för plantering. År 1824 byggdes en brunnsbyggnad. Från 1846 skedde en utbyggnad av brunnen till en kurort. Kall- och varmbadhus, restaurang och en musikestrad uppfördes efter utländsk förebild. Badinrättningskomplexet i Kuppis stod till största delen kvar fram till vinterkriget 1939–1940, då det förstördes vid sovjetiska bombanfall. Idag finns endast källhuset bevarat. År 1979 avtäcktes en minnessten över biskop Henrik och kristendomens införande i Finland.